# Bota de Oro 1984-85

Fernando Gomes, ganador en 1984-85.

La Bota de Oro 1985-86 fue un premio entregado por la European Sports Magazines al futbolista que logró la mayor cantidad de goles en la temporada europea.
El ganador de este premio fue el jugador portugués Fernando Gomes por haber conseguido 39 goles en la Liga de Portugal. Gomes ganó la bota de oro cuando jugaba para el equipo F.C. Porto.

## Resultados
| Posición | Futbolista        | Club        | Campeonato       | Goles |
| -------- | ----------------- | ----------- | ---------------- | ----- |
| 1        | Fernando Gomes    | F.C. Porto  | Liga de Portugal | 39    |
| 2        | Martin McCaughey  | Linfield FC | IFA Premiership  | 34    |
| 3        | Vahid Halilhodžić | FC Nantes   | Ligue 1          | 28    |